# جرج یکم
جرج یکم با نام کامل جرج لوئیز (به انگلیسی: George Louis) یا در آلمانی گئورگ لودویگ (به آلمانی: Georg Ludwig) (زادهٔ ۲۸ مه ۱۶۶۰ – درگذشتهٔ ۱۱ ژوئن ۱۷۲۷) پادشاه بریتانیای کبیر و ایرلند از ۱۷۱۴ تا ۱۷۲۷ و نخستین نفر از شاهان دودمان هانوفر انگلستان بود. جرج که با زبان انگلیسی بیگانه بود در امور مملکتی دخالت نکرد و با قرار دادن قدرت در دست نخست‌وزیر و رژیم کابینه‌ای با حاکمیت حزب ویگ اولین نمونه یک دموکراسی لیبرال را در بریتانیا به وجود آورد.
او همچنین شهریار هانوفر از ۱۶۹۸ تا ۱۷۲۷ بود.

## زندگی‌نامه

### سال‌های آغازین
جرج یکم فرزند ارنست آگوستوس، اِلِکتورِ هانوفر و سوفیای پالاتینیتی، نوهٔ شاه جیمز یکم انگلستان بود. او در ۱۶۸۲ با دخترعمه‌اش شاهدخت سوفیا دوروتی زل ازدواج کرد اما در ۱۶۹۴ او را به خیانت متهم نمود و پس از طلاق، او را در قلعهٔ آهلدن زندانی کرد. دوروتی ۳۲ سال در آنجا زندانی بود و در ۱۷۲۶ در همان‌جا درگذشت.
جرج در ۱۶۹۸ و پس از مرگ پدرش حکمران هانوفر شد. او در عین حال سومین نفر برای رسیدن به تاج و تخت انگلستان پس از شاهدخت آن (ملکه از ۱۷۰۲–۱۴) و مادر خودش به‌شمار می‌رفت زیرا پارلمان خواهان حفظ قدرت در دست پروتستان‌ها بود و با جانشینی جیمز ادوارد، پسر تبعیدی جیمز دوم، شاه برکنار شده کاتولیک مذهب انگلستان مخالفت می‌کرد.

### پادشاهی بریتانیای کبیر
دولت‌های اروپایی از ۱۷۰۱ تا ۱۷۱۴ درگیر جنگ جانشینی در اسپانیا بودند و جرج در این نبرد با برتری تمام علیه فرانسه جنگید. این موضوع باعث جلب نظر مثبت حزب ویگ (مشتمل از بورژواها) در پارلمان انگلستان شد هرچند هنوز هم بسیاری از اعضای حزب توری (مشتمل از سلطنت‌طلب‌ها) به جیمز ادوارد وفادار بودند. جرج پس از درگذشت مادرش در ۸ ژوئن ۱۷۱۴ به ولیعهدی ملکه آن رسید، اما ملکه نیز در یکم اوت همان سال درگذشت و ویگ‌ها که به‌تازگی ادارهٔ دولت را در دست گرفته بودند جرج را بر تخت پادشاهی انگلستان نشاندند.

### دوران حکومت
با این حال جرج در داخل انگلستان از محبوبیت زیادی برخوردار نبود. انتشار شایعاتی زشت در ارتباط با چگونگی رفتار او با همسر پیشینش و آزمندی دو معشوقهٔ آلمانی‌اش نام او را خدشه‌دار کرده بود و حتی سرکوب شورش جاکوبایت‌ها در حمایت از جیمز دوم در ۱۷۱۵ و ۱۷۱۹ نیز نتیجه‌ای در تغییر نظر مردم نسبت به او نداشت. جرج سعی کرد تا آنجا که می‌تواند به خوبی از عهدهٔ انجام کارها در پادشاهی جدیدش برآید اما به‌دلیل ندانستن انگلیسی مجبور بود با مقاماتش به فرانسوی گفتگو کند.
جرج پس از چندی از حضور در جلسات کابینه خودداری کرد و هرچند با وزرای شاخص خود به‌طور خصوصی دیدار می‌کرد اما این کار او باعث تزلزل کابینه‌ای شد که ادارهٔ بیشتر امور دولتی را در زمان ملکه آن برعهده داشت. زیرکی جرج یکم او را به اتحاد با فرانسه در ۱۷۱۷ تا ۱۷۱۸ کشاند اما در انجام سیاست‌گذاری‌های داخلی ناتوان بود، به‌ویژه که وزرای قدرتمندی همچون رابرت والپول، جیمز استنهوپ و ویسکونت چارلز تاونشند نیز در برابرش قرار داشتند. در فاصلهٔ ۱۷۱۶ تا ۱۷۱۷ والپول و تاونشند در اعتراض به کارهای استنهوپ که در تلاش بود تا سیاست خارجی انگلستان را به سود منافع هانوفریایی جرج تغییر دهد از دولت خارج شدند و به شاهزادهٔ ویلز، پسر جرج یکم و بعدتر شاه جرج دوم پیوستند. این اتفاقات سبب شد تا جنبش اپوزیسیون اثرگذاری در داخل حزب ویگ شکل گیرد.

### رسوایی شرکت دریای جنوب
در ۱۷۲۰ شرکت دریای جنوب دچار فروپاشی مالی شد و در رسوایی پس از آن معلوم گردید که جرج و معشوقه‌هایش در یک سری گردش‌های مالی غیرقانونی در آن نقش داشته‌اند. با این حال رابرت والپول که به‌عنوان نخستین نخست‌وزیر بریتانیا به‌کار بازگشته بود با درایت خود توانست پادشاه را از این بی‌آبرویی نجات دهد. در مقابل او جرج را مجبور کرد تا دست او و تاونشند را در امور مربوط به وزارت باز بگذارد. آنها تنی چند از دوستان پادشاه را از کار دولتی برکنار کردند و تا آنجا پیش رفتند که تا ۱۷۴۲ جرج کاملاً متکی به قضاوت‌های آنان شده بود.

### سال‌های پایانی و مرگ
جرج که دیگر نقش زیادی در دولت نداشت بیشتر وقتش را در هانوفر می‌گذراند. او در طی یکی از این سفرهایش به هانوفر در راه دچار ایست قلبی شد و در ۱۷۲۷ درگذشت. پیکر جرج یکم هم‌اکنون در کلیسای وست مینستر مدفون است. پس از او پسرش با عنوان جرج دوم پادشاه بریتانیا شد.